# Landesregierung Reither II
Die Landesregierung Reither II bildete die Niederösterreichische Landesregierung während der Zeit des Austrofaschismus. Die Landesregierung amtierte vom 22. November 1934 bis zur Machtübernahme der Nationalsozialisten am 12. März 1938. Da Josef Reither bis 17. Oktober 1935 das Amt des Bundesministers für Land- und Forstwirtschaft ausübte, fungierte Landeshauptmannstellvertreter Eduard Baar-Baarenfels als geschäftsführender Landeshauptmann. Nach dem Rückzug von Landesstatthalter Leopold Barsch rückte der bisherige Landesrat Julius Kampitsch am 6. November 1935 als Landesstatthalter nach. Seinen Posten als Landesrat übernahm am selben Tag Michael Bachinger. Nach dem Rücktritt Bachingers am 6. Juli 1937 wurde an diesem Tag August Kargl zum Nachfolger bestimmt.

## Regierungsmitglieder
| Amt                                                                               | Name                   | Ressorts |
| --------------------------------------------------------------------------------- | ---------------------- | -------- |
| Landeshauptmann                                                                   | Josef Reither          |          |
| Landesstatthalter am 6. November 1935 vom Landesrat zum Landesstatthalter gewählt | Julius Kampitsch       |          |
| Landesrat                                                                         | Johann Haller          |          |
| Landesrat                                                                         | Johann Heitzinger      |          |
| Landesrat                                                                         | Georg Prader           |          |
| Landesrat                                                                         | Johann Steinböck       |          |
| Landesrat ab 6. Juli 1937                                                         | August Kargl           |          |
| Vorzeitig ausgeschiedene Mitglieder der Landesregierung                           |                        |          |
| geschäftsführender Landeshauptmann bis 17. Oktober 1935                           | Eduard Baar-Baarenfels |          |
| Landesstatthalter bis 6. November 1935                                            | Leopold Barsch         |          |
| Landesrat vom 6. November 1935 bis zum 6. Juli 1937                               | Michael Bachinger      |          |